# ユニオン議会 (バングラデシュ)
ユニオン議会（ユニオンぎかい、英語: Union council）、ないし、ユニオン・パリシャド（ベンガル語: ইউনিয়ন পরিষদ）は、バングラデシュにおける最も小規模な農村行政、地方政府の単位。それぞれのユニオン議会には、9つの選挙区から構成されている。通常は一つの村落が一つの選挙区になっている。バングラデシュ全域には、4,562 のユニオン議会が存在している。個々のユニオン議会は、議長と12人の議員から構成されており、議員のうち3人は女性から選ばれる。ユニオン議会は、2009年の地方政府（ユニオン・パリシャド）法 (Local Government (Union Parishads) Act, 2009) に基づいて設けられている。ユニオン議会の境界線は、県の副知事 (the Deputy Commissioner) が決定する。ユニオン議会は、領域内の農業、産業、コミュニティ開発について、直接の責任を負っている。

## 歴史
「ユニオン」という用語は、イギリス統治下の1870年に制定された村落チョウキダリ法 (Village Chowkidari Act) に遡る歴史があり、そこではベンガル地方において村落の警察組織であるチョウキダリを維持するための徴税機構としてのユニオン・パンチャヤット (union panchayats) が設けられた。その後、地方政府の農村地域に関する部分が、ユニオン議会と称されるようになった。1971年の独立後、ユニオン議会（ユニオン・カウンシル）という名称は、ユニオン・パンチャヤットに変更され、行政官が任命されてパンチャヤットの業務を管轄するようになった。1973年、ユニオン・パンチャヤットの名称は、ユニオン・パリシャドに変更された。より重要な変化は、1976年に地方政府令 (the Local Government Ordinance) によってもたらされ、ユニオン・パリシャドは、選挙によって選ばれた議長、9人の選挙された議員、2人の指名された女性議員、2人の貧農代表議員から構成されることとなった。さらに、1983年の地方政府（ユニオン・パリシャド）令 (the Local Government (Union Parishad) Ordinance) の導入によって大きな変化が加えられた。この法令によって、すべてのユニオン議会は議長1人、議員9人、女性議員3人から構成されることとなった。ユニオン議会について、現在有効な2009年の地方政府（ユニオン・パリシャド）法は、2009年10月15日に発効した。

## 選挙
議会には9人の議員と3人の女性議員がいる。議長と議員たちは5年ごとにおこなわれる成人による直接選挙で選出される。女性に割り当てられた3議席は、3選挙区ごとに1人が選ばれるが、こちらも直接選挙である。議長と議員の候補者はバングラデシュの市民でなければならず、また、各ユニオンなり選挙区に有権者登録している者でなければならない。ユニオン議会の総選挙は、バングラデシュ選挙委員会によって執行される。ユニオン議会の多数派は、他の議員なり議長への不信任動議を郡の最高執行官であるウパジラ ・ニルバヒ・オフィサー (Upazila Nirbahi Officer) に提起することができる。

## 権限と機能
ユニオン議会は、法人格をもち、永続することが前提となっており、共有された印章をもって、資産を取得、保有することが認められている。法の定めるところにより、ユニオン・パリシャドに認められている機能には以下のようなものがある。
- 法と秩序の維持、および、この目的に沿った行政の支援。
- 地域の経済や社会分野における開発計画の採用、修正。
- 行政上、および、組織上の機能の遂行。
- 社会福祉サービスの提供。

### 市民憲章
すべてのユニオン議会は、市民憲章を公表して、提供するサービスを表明することが求められている。市民憲章には、提供されるサービスの概要、タイミング、価格、手続き、条件などが含まれる。憲章にはまた、議会や個人が憲章に反した行為をおこなった場合の対処も、言及されている。

### 裁判権
ユニオン議会の議長は、一定の軽犯罪について、裁判をおこない懲罰を科す権限が与えられている。対象となる犯罪には、ユニオンへの税金なり罰金の不払い、環境汚染、公共の交通への妨害、衛生基準への不適合、売春行為などが含まれる。

## 財政
すべてのユニオン・パリシャドは、ユニオン・ファンド (the Union Fund) と称される基金をもっており、以下の諸収入によって支えられている。
- 2009年の地方政府（ユニオン・パリシャド）法の下でユニオン・パリシャドに認められている各種の税金、料金、その他の課金。
- ユニオン・パリシャドが保有する資産から得られる、地代や、その他の収益。
- ユニオン・パリシャドがその機能を果たす上で受け取る資金。
- 個人、組織、あるいは、地方行政府から提供された資金。
- ユニオン・パリシャドの管理の下で信託された資金が生む利益。
- 政府その他の公的機関からの補助金。
- 投資が生む利益。
- 政府の指示により、他の資金源から得られた資金。

議長と議員は、フルタイムで働き、政府から報酬を受け取っている。